# Hammam de Gazi Mehmed Pacha
Le hammam de Gazi Mehmed Pacha (en serbe cyrillique : Хамам Гази Мехмед-паше ; en serbe latin : Hamam Gazi Mehmed paše) est un hammam situé à Prizren au Kosovo. Construit au XVIIe siècle, il figure sur la liste des monuments culturels d'importance exceptionnelle de la République de Serbie.

## Présentation

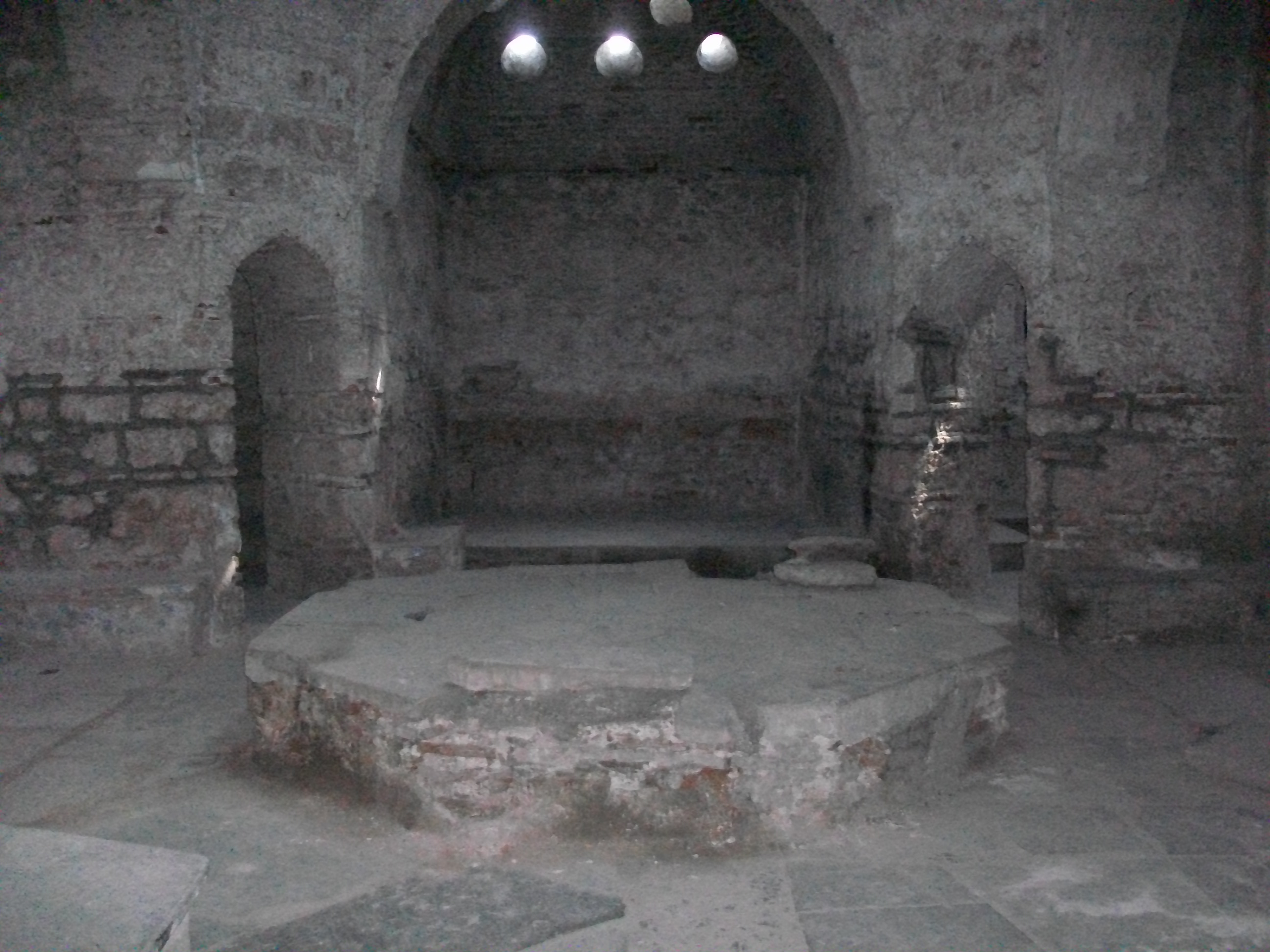
L'intérieur du hammam

Le hammam est situé dans la vieille ville de Prizren et a été construit par Gazi Mehmed Pacha au XVIIe siècle. Il fait partie des hammam à bains doubles, ce qui signifie qu'il est en partie utilisé par les hommes et en partie utilisé par les femmes ; une paroi sépare les deux moitiés à peu près identiques. Dans chaque moitié du hammam, les salles sont réparties de manière rigoureuses, avec un hall d'entrée, un vestiaire, une fontaine centrale, une salle de repos, une salle de massage, un bain de vapeur, un réservoir d'eau et une chaufferie.
Le hammam a été construit avec une alternance de pierres et de briques. L'édifice est particulièrement réputé pour ses nombreuses coupoles et ses dômes.
Des travaux de restauration ont été effectués en 1968.